# Yūki Yamamoto
Yūki Yamamoto (jap. 山本 悠樹, Yamamoto Yūki; * 6. November 1997 in der Präfektur Shiga) ist ein japanischer Fußballspieler.

## Karriere
Yūki Yamamoto erlernte das Fußballspielen in der Schulmannschaft der Kusatsu Higashi High School sowie in der Universitätsmannschaft der Kwansei-Gakuin-Universität. Von September 2019 bis Saisonende wurde er von der Universität an Gamba Osaka ausgeliehen. Der Verein aus Suita spiele in der ersten Liga des Landes, der J1 League. Nach der Ausleihe wurde er Anfang 2020 von dem Erstligisten fest verpflichtet. Für Osaka spielte er in der ersten Liga sowie mit der U23-Mannschaft in der dritten Liga. Sein Erstligadebüt gab er am 4. Juli 2020 im Heimspiel gegen Cerezo Osaka. Hier wurde er in der 81. Minute für Shunya Suganuma eingewechselt. Nach insgesamt 97 Erstligaspielen wechselte er im Januar 2024 zum Ligakonkurrenten Kawasaki Frontale. Am 17. Februar 2024 gewann der mit Frontale den Supercup. Das Spiel gegen den Meister Vissel Kōbe wurde mit 1:0 gewonnen. Am 3. Mai 2025 stand er mit Frontale im Finale der AFC Champions League Elite. Hier musste man sich jedoch dem saudi-arabischen Vertreter al-Ahli mit 2:0 geschlagen geben.

## Erfolge
Kawasaki Frontale
- Japanischer Supercup-Sieger: 2024
- AFC Champions League Elite-Finalist: 2024/25